# Paraphilie
Paraphilien (altgriechisch παραφιλία von pará, ‚abseits‘, ‚neben‘, und philía, ‚Freundschaft‘, ‚Liebe‘) sind sexuelle Neigungen, die von der empirischen Norm abweichen und gesellschaftlich überwiegend als krankhaft oder anderweitig problematisch angesehen werden. Dazu zählen insbesondere ausgeprägte und wiederkehrende sexuelle Fantasien, Bedürfnisse oder Verhaltensweisen, die sich auf unbelebte Objekte (sexueller Fetischismus), Schmerz, Demütigung, nicht einverständnisfähige Personen wie Kinder oder auf Tiere beziehen.
Die Diagnose einer sexuellen Vorliebe als Paraphilie ist umstritten und unterliegt historisch und soziologisch einem kontinuierlichen Wandel, der sich in einer andauernden Überarbeitung und Diskussion seitens der Herausgeber der beiden verbreitetsten diagnostischen Handbücher DSM und ICD spiegelt. Paraphilien wurden lange Zeit überwiegend als krankhaft betrachtet. Mit der Veröffentlichung des DSM-5 im Jahr 2013 wird daher zwischen paraphilen Störungen und Paraphilien differenziert, um zu betonen, dass Paraphilien nicht grundsätzlich ein Krankheitswert zugeschrieben wird, sondern nur dann, wenn sie bei der betroffenen Person mit Leidensdruck einhergehen, Not, Verletzung oder den Tod einer anderen Person beinhalten oder jemand beteiligt ist, der nicht bereit oder nicht in der Lage ist, eine rechtliche Zustimmung zu erteilen, wie insbesondere Kinder. Unterschieden wird heute zwischen sexuellen Präferenzstörungen, die die sexuelle Selbstbestimmung anderer Menschen nicht beeinträchtigen, und der Kategorie der sexuellen Verhaltensstörungen (Dissexualität, englisch paraphilic disorder).
Bis heute gibt es keinen breiten wissenschaftlichen Konsens über klare Abgrenzungen zwischen dem, was als „unkonventionelle sexuelle Interessen“, Kinks, Fetische und Paraphilien betrachtet wird. Daher werden diese Begriffe oft locker und synonym verwendet, besonders im allgemeinen Sprachgebrauch.

## Abgrenzung des Begriffs
Trotz möglicher Überschneidungen sind von der Paraphilie folgende Fachtermini begrifflich abzugrenzen:
- Devianz und Perversion (letzterer Begriff findet heutzutage kaum noch Verwendung)
- Dissexualität: ein „sich im Sexuellen ausdrückendes Sozialversagen“ als ein „Verfehlen der (zeit- und soziokulturell bedingten, damit veränderlichen) durchschnittlich erwartbaren Partnerinteressen“.[5] Dieser Begriff umfasst alle sexuellen Verhaltensweisen, bei denen das Wohl und die sexuelle Selbstbestimmung anderer Menschen beeinträchtigt oder geschädigt wird.
- Sexualdelinquenz: ein in erster Linie durch die jeweilige Gesetzgebung und Rechtsprechung definiertes Verhalten

## Definition
George R. Brown, Professor an der East Tennessee State University, schlägt 2023 im Merck Manual folgende Definition vor:

„Paraphile Störungen sind gekennzeichnet durch wiederholte intensive, sexuell erregende Phantasien, Antriebe oder Verhaltensweisen, die belastend sind oder eine Behinderung darstellen und die unbelebte Objekte, Kinder oder nichteinwilligende Erwachsene oder Leiden oder Erniedrigung der Person oder des Partners mit dem Potenzial Leid zu verursachen einschließen.“

## Gesellschaftliche Einordnung
Welche sexuellen Verhaltensweisen als „normal“ oder gesund und welche als „pervers“ oder krank zu beurteilen sind, darüber wird schon lange diskutiert. Das hat verschiedene Gründe:
- Menschen müssen vor sexueller Gewalt oder sexueller Ausbeutung geschützt werden.
- Menschen mit sexuellen Zwängen suchen Hilfe bei Therapeuten, weil sie ohne diese Verhaltensweisen kaum oder gar nicht sexuell erregt werden und darunter leiden.
- Legitimation der Psychiatrie: Nach Michel Foucault hat die Psychiatrie ihre Existenz als eigenständige Wissenschaft innerhalb der Medizin vor allem auch dadurch legitimiert, dass sie begann, sexuelle Abweichungen in gesund und krank einzuteilen. (Siehe auch: Geschichte der Sexualwissenschaft)

Die Definition, welches Sexualverhalten „normal“ und welches gestört ist, geschieht nach Haeberle (1985) durch die folgenden gesellschaftlichen Instanzen:
- Religiöse Gemeinschaften und Sekten: Einteilung in „natürliches“ und „widernatürliches“, „moralisches“ und „unmoralisches“ Sexualverhalten
- Gesetzgebung: Einteilung in „legales“ und „illegales“ Sexualverhalten
- Wissenschaft (vor allem Psychiatrie und Psychologie): Einteilung in „gesundes“ und „krankes“ Sexualverhalten

Die Grenzlinien zwischen „gesunden“ oder angepassten sexuellen Präferenzen und Verhaltensweisen einerseits und psychischen Störungen andererseits verschieben sich abhängig vom historischen und gesellschaftlichen Wandel und von jeweils aktuellen Forschungsergebnissen. Diese Faktoren beeinflussen auch die Klassifikationssysteme für psychische Störungen und für Krankheiten, DSM und ICD.

## Geschichte
Der Begriff wurde von Friedrich Salomo Krauss geprägt, nachdem bereits 1843 der ungarische Arzt Heinrich Kaan unter dem Titel Psychopathia sexualis eine Schrift veröffentlicht hatte, in der er die Sündenvorstellungen des Christentums in medizinische Diagnosen umwandelte. Kritiker sehen Krauss in einer entsprechenden Traditionslinie, die der moralischen Vorstellungswelt seiner Zeit entsprach.
Eine der ersten Sexualpraktiken, die die Psychiatrie als krank eingestuft hat, war zu Beginn des 19. Jahrhunderts die Masturbation. Der Vater der amerikanischen Psychiatrie, Benjamin Rush, machte Masturbation verantwortlich für Wahnsinn, Rückenmarkschwindsucht, Sehschwäche, Epilepsie und andere Krankheiten. Zusammen mit der Einstufung der Masturbation durch die römisch-katholische Kirche als Sünde führte das weit verbreitet zu Schuldgefühlen.
Vom Mittelalter an hat die römisch-katholische Kirche alle sexuellen Verhaltensweisen, die nicht ausschließlich der Fortpflanzung dienten, als Sünde betrachtet. Auch die meisten Psychiater waren vom 19. Jahrhundert an der Auffassung, dass Sexualität außerhalb heterosexueller Beziehungen eine gesunde Persönlichkeitsentwicklung verhindere. Sie haben immer weiter gefasste Listen sexueller Abweichungen entwickelt; das bekannteste Beispiel ist das Werk Psychopathia sexualis des Wiener Psychiaters Krafft-Ebing im Jahr 1886. Trotz der Warnungen von Magnus Hirschfeld (1899) und Sigmund Freud (1905) kam es zu einer Pathologisierung der Homosexualität.
Nach den Kinsey-Reports (1948, 1953) galt Masturbation nicht mehr als krank oder persönlichkeitsgefährdend, und die Homosexualität wurde 1973 entpathologisiert. Auch wenn Masturbation und Homosexualität nicht zu den Paraphilien gehören, werden sie in der Sexualwissenschaft als Beispiele für den Wandel in der Beurteilung sexueller Neigungen und Verhaltensweisen angeführt.

### Sexualwissenschaft heute
Die abwertenden Begriffe Perversion (lateinisch „Verdrehung“) und Aberration (lateinisch „Verirrung“) werden in den Fachsprachen heute nicht mehr verwendet. Stattdessen hat sich der neutralere psychiatrische Begriff der Paraphilie etabliert. Jedoch weist der Sexualforscher Haeberle darauf hin, dass auch die Verwendung des Begriffs Paraphilie eine Wertung bedeutet, nach der es eine „richtige“ und eine minderwertige Sexualität gebe, und schlägt vor: „Stattdessen sollten die Gründe für medizinische oder juristische Bedenken in jedem Einzelfall präzise angegeben werden. Sie werden sich dann manchmal als überzeugend und ein andermal als bloße Vorurteile erweisen.“
Als angepasst oder gesund werden heute in der Sexualwissenschaft solche sexuellen Handlungen betrachtet, die einvernehmlich geschehen und keinen Zwang, keine Ausnutzung oder Ausbeutung beinhalten. Eine solche Sichtweise versucht Sexualpraktiken zu tolerieren, die für Menschen befriedigend sind, auch wenn andere Menschen sie – etwa aus ästhetischen Gründen – ablehnen, z. B. Oralverkehr und Analverkehr sowie die gegenwärtig noch als Paraphilien eingestuften Präferenzen Fetischismus, Transvestitismus und sexueller Masochismus. Jedoch werden bestimmte sexuelle Verhaltensweisen weiterhin auch dann als unmoralisch abgelehnt (und in verschiedenen Ländern auch bestraft), wenn sie einvernehmlich geschehen und keiner der Beteiligten darunter leidet.

## ICD-11
Die seit 2022 gültige ICD-11 führt wesentliche Änderungen in der Klassifikation von Paraphilien ein. Dadurch werden das Verständnis und die Behandlung dieser sexuellen Verhaltensweisen modernisiert.
Ein zentraler Aspekt der ICD-11 ist die Differenzierung zwischen Paraphilien, die nicht zwangsläufig als Störung klassifiziert werden, und solchen, die als paraphile Störungen gelten. Letztere werden dann diagnostiziert, wenn die betreffenden Verhaltensweisen zu erheblichem Stress oder Beeinträchtigungen in sozialen, beruflichen oder anderen wichtigen Funktionsbereichen führen. Diese Unterscheidung ermöglicht eine differenzierte Betrachtung sexueller Verhaltensweisen, die in der Vergangenheit oft stigmatisiert wurden.
Ein weiterer bedeutender Punkt ist der Fokus auf das Konzept der Zustimmung. Die ICD-11 betont, dass Paraphilien, die auf einvernehmlichen Handlungen mit einwilligungsfähigen Personen basieren, nicht als pathologisch angesehen werden. Dies stellt einen Fortschritt in der sexuellen Gesundheitsversorgung dar, da es die Bedeutung von Konsens und das Wohlbefinden aller Beteiligten in den Vordergrund rückt.

## Ich-Syntonie vs. Ich-Dystonie
Im Gegensatz zu vielen psychischen Störungen sind die Paraphilien in der Regel ich-synton. Dies führt in vielen Fällen dazu, dass Paraphile nicht erkannt werden, da sie sich selbst meist nicht als krank empfinden. Demnach entsteht der Leidensdruck (wenn überhaupt) erst spät im Krankheitsverlauf und ist meist sekundär, sprich der Patient leidet nicht unter seiner eigenen Symptomatik wie bei ich-dystonen Erkrankungen (z. B. Phobien), sondern er leidet unter Missständen, die sich sekundär aus seiner Krankheit ergeben. Hierzu gehören häufig juristische Folgen, soziale Isolation, finanzielle Schwierigkeiten, Verluste des Arbeitsplatzes, medizinische Krankheitsfaktoren etc., hervorgerufen durch das Auftreten der sexuellen Phantasien, Bedürfnisse oder Verhaltensweisen.

## Zusammenhang zur Persönlichkeit
Die Ursachen für Paraphilien sind bis heute nicht geklärt, obwohl es (wie bei den meisten psychischen Störungen) viele, teilweise sehr divergierende Erklärungsansätze gibt.
Eine über Jahrzehnte empirischer Forschung validierte Verbindung findet sich zwischen Sexualität (im Allgemeinen) und Persönlichkeit. Nach den gängigen Persönlichkeitstheorien resultieren menschliche Verhaltensweisen, Denkmuster, Einstellungen etc. zu einem großen Anteil aus der Persönlichkeitsstruktur eines jeden Individuums. Dies lässt sich empirisch überprüfbar auch auf sexuelles Verhalten übertragen.
Aus dieser Überlegung heraus stellen einige Forscher Zusammenhänge zwischen gestörtem Sexualverhalten und Persönlichkeitsstörungen auf. Dies bedeutet jedoch nicht, dass jede Paraphilie mit einer Persönlichkeitsstörung gleichzusetzen ist, sondern vielmehr, dass das gestörte Verhalten, welches viele (nicht alle) Paraphile aufweisen, stark an die Verhältnisse bei Persönlichkeitsstörungen erinnert.
Eine Persönlichkeitsstörung (F60.x) definiert sich aus einer deutlichen Normabweichung in den Einstellungen und dem Verhalten einer Person, wobei diese Normabweichung dauerhaft und gleich bleibend ist, eine ausgeprägte Tiefe und Breite (unabhängig von spezifischen Situationen) aufweist sowie in der Kindheit und Jugend beginnt, sich im frühen Erwachsenenalter manifestiert und in den meisten Fällen als ich-synton erlebt wird.
Diese Zustände finden sich ebenfalls in einer Gruppe von Paraphilen, deren normabweichendes sexuelles Verhalten extrem ausgeprägt ist, dauerhaft und dominant sowie im Erwachsenenalter (meist stärker werdend) manifest wird. Hierbei empfinden sich die betroffenen Paraphilen nicht als krank, sondern betrachten ihre sexuellen Bedürfnisse als häufig wichtiger als die anderer Menschen, sodass es häufig zu Gesetzesbrüchen kommt (z. B. Vergewaltigungen, sexuelle Übergriffe auf Kinder, Diebstahl, Leichenschändung, Nötigung, Hausfriedensbruch etc.). Für diesen Zustand wurde das Konzept der paraphilen Persönlichkeit(sstörung) vorgeschlagen, das jedoch noch relativ unerforscht ist und sich bisher größtenteils auf qualitative Forschung und wenige empirische Ergebnisse stützt.
Überschneidungen finden sich auch im Konzept der Dissexualität von Klaus Michael Beier am Institut für Sexualwissenschaft und Sexualmedizin der Charité in Berlin.

„Zur – soweit wie möglich moralisch neutralen – Kennzeichnung dieses zentralen Aspektes bietet sich der Begriff ‚Dissexualität‘ an als ein ‚sich im Sexuellen ausdrückendes Sozialversagen‘, welches verstanden wird als Verfehlen der (zeit- und soziokulturell bedingten, damit veränderlichen) durchschnittlich erwartbaren Partnerinteressen.“

## Ursachen
Auch wenn die Ursachenforschung noch immer in den Kinderschuhen der Sexualwissenschaft steckt, gab es unter ihren Vertretern früherer Generationen konzeptionelle Beiträge zur Theorienentwicklung. Allerdings bedienten sie sich des inzwischen als veraltet geltenden Perversionsbegriffs.
Der Sexualwissenschaftler Sigusch hielt Zeit seines Lebens an diesem Begriff fest:

„Ich habe mich entschieden, behandlungsbedürftige, süchtige sexuelle Entwicklungen weiterhin Perversion zu nennen. Der Hauptgrund ist: Dieses Wort beschönigt nichts; es ruft die Katastrophe beim Namen. Von dem Ausdruck Paraphilie, den jüngere Sexualwissenschaftler vorziehen, kann das nicht gesagt werden. Dieses Wort sollten wir benutzen, wenn es um ungewöhnliche sexuelle Vorlieben und Verhaltensweisen geht, die keiner Therapie bedürfen und die niemandem Gewalt antun, die also weder den Paraphilen selbst noch eine  andere Person schädigen.“

Robert Stoller, der sich ebenfalls des Begriffs der Perversion bediente, brachte in seinem Buch Perversion – Die erotische Form von Hass die Entstehung einer Perversion mit einer unsicheren männlichen Geschlechtsidentität in Verbindung. Eine sichere Geschlechtsidentität bringe laut Stoller keine Perversion hervor, denn sie entstehe aus dem Versuch, die Bedrohung der eigenen Geschlechtsidentität zu bewältigen. Estela Welldon, die sich auf Stoller bezog, verwendete den Begriff Perversion „durchweg im Sinne einer anerkannten klinischen Existenzform […], bei der die betroffene Person nicht die Freiheit besitzt, genital-sexuelle Befriedigung zu erlangen und sich stattdessen einem zwanghaften Verhalten unterworfen fühlt, bei dem unbewußte Feindseligkeit eine Rolle spielt“. Sie konstatierte in ihrem Buch Perversionen der Frau eine analoge Psychodynamik und verortete die Ursache der – sich allerdings in völlig anderem Erscheinungsbild zeigenden – Störung in einer unsicheren weiblichen Geschlechterrolle. Das Theorem, Perversionen oder Paraphilien fänden ihre Ursache in unsicheren Geschlechtsidentitäten, ist bisher nicht widerlegt.

## Formen
Die meisten der bekanntesten Paraphilien werden in beiden diagnostischen Handbüchern als eigene Klassen geführt, nur einige der im Folgenden aufgeführten Formen sind in die Restkategorien eingeordnet. Da das DSM-IV keine eigenen Diagnoseschlüssel vorsieht – die dort angegebenen sind lediglich die alten Schlüssel des ICD-9 –, werden hier der Einfachheit halber nur die Kodierungen nach ICD-10 angegeben.

### F65.0 Fetischismus
Fetischismus bezeichnet die sexuelle Fixierung auf unbelebte Gegenstände, die als Ersatzobjekt für den gewöhnlichen Sexualakt mit Partner dienen. Typische sexuelle Fetische sind Kleidungsstücke. Ausdrücklich für den sexuellen Gebrauch bestimmte Hilfsmittel wie Vibratoren sind von der Diagnose ausgenommen. Die Fixierung auf bestimmte Körperteile wird demgegenüber als Partialismus, eine Erregung durch Leichenteile als Nekrophilie bezeichnet.
Fetischismus darf nach ICD-10 nur dann diagnostiziert werden, wenn er so ausgeprägt ist, dass er die wichtigste oder sogar einzige Quelle sexueller Erregung darstellt und den Geschlechtsverkehr für den Betroffenen fast zwanghaft oder qualvoll werden lässt. Das Einbeziehen von Zusatzmaterial in den Geschlechtsverkehr, etwa bei Rollenspielen mit Verkleidung, gilt nicht als sexueller Fetischismus, wenn die Diagnosestellung von F65.x nicht erfüllt ist. Ebenso wenig handelt es sich um Fetischismus, wenn bei der Selbstbefriedigung ein Gegenstand herangezogen wird, um die Erinnerung an den Besitzer wachzurufen, also beispielsweise ein getragener Slip des Partners.

### F65.1 Fetischistischer Transvestismus / Transvestitischer Fetischismus (DSM)
Bei Transvestitischem Fetischismus (die DSM-Bezeichnung führt zu weniger Verwirrung) wird die sexuelle Erregung allein aus dem Anziehen der Kleidung des anderen Geschlechts gewonnen. Dies ist deutlich abgrenzbar von klassischem Transvestismus und Verhaltensweisen des Transgeschlechtlichkeits-Spektrums, bei denen das Tragen der Kleidung des anderen Geschlechts nicht an eine sexuelle Stimulation gekoppelt ist. Im Gegensatz zu Transmenschen berichten transvestitische Fetischisten häufig davon, dass sie die Kleidung des anderen Geschlechts nach dem Orgasmus oder dem Abklingen der sexuellen Erregung ausziehen (ICD-10). Eine Subkategorie der Transvestitischen Störung im DSM-5 ist die Autogynophilie.

### F65.2 Exhibitionismus
Exhibitionisten erreichen ihre sexuelle Erregung durch das Zeigen des Genitals (häufig in Kombination mit Selbstbefriedigung), wobei es ihnen nicht auf das Hervorrufen eines sexuellen Kontaktes ankommt, sondern sie die Reaktion ihrer Opfer meistens als erregend empfinden. Der Exhibitionist ist typischerweise kein Vergewaltiger.

### F65.3 Voyeurismus
Voyeure empfinden sexuelle Erregung beim Beobachten Anderer bei sexuellen oder masturbatorischen Handlungen bzw. in unbekleidetem Zustand. Aufgrund ihrer Paraphilie machen sie sich häufig der sexuellen Nötigung oder des Hausfriedensbruches strafbar. Das Betrachten eigens zur sexuellen Stimulation hergestellten Materials (Pornographie) wird in der Regel nicht als Voyeurismus klassifiziert.

### F65.4 Pädophilie
Bei der Pädophilie richtet sich das sexuelle und emotionale Interesse ausschließlich oder überwiegend auf Kinder im prä- oder frühpubertären Alter. In Abgrenzung dazu wird die sexuelle Erregung durch postpubertäre Kinder und Jugendliche häufig als Ephebophilie (Neigung Erwachsener zu pubertären Jungen) oder Parthenophilie (Neigung Erwachsener zu pubertären Mädchen) bezeichnet.
Laut ICD-10 und DSM-IV-TR rechtfertigt eine einmalige sexuelle Handlung mit einem Kind nicht die Diagnosestellung einer Pädophilie.
Die Frage der medizinisch-psychologischen Einordnung bzw. deren Voraussetzungen sollte allerdings nicht mit einer strafrechtlichen oder ethischen Bewertung verwechselt werden. Sexuelle Handlungen mit Personen unter einem gewissen Alter sind nach dem Recht praktisch aller Staaten Straftaten.
Siehe hierzu (insbesondere auch zu kriminologischen Aspekten wie den Folgen für die Opfer) im Artikel Sexueller Missbrauch von Kindern.

### F65.5 Sadomasochismus
Sadomasochismus ist nach Definition F65.5 eine Kontraktion der Termini Sexueller Sadismus und Sexueller Masochismus und umfasst auch einvernehmliches Sexualverhalten, welches häufig als BDSM abgegrenzt wird. Beide Begriffe gehen auf Bücher zurück, in denen die jeweilige Spielart exzessiv beschrieben wurde:
- Der Autor des Buches Die 120 Tage von Sodom, Donatien Alphonse François de Sade, inspirierte die Namensgebung des Sadismus als sexuelle Erregung durch das Quälen oder Erniedrigen anderer.
- Das Buch Venus im Pelz von Leopold von Sacher-Masoch veranlasste den Psychiater Richard von Krafft-Ebing, die sexuelle Erregung durch das Erleiden von Schmerzen und Erniedrigung als Masochismus zu bezeichnen.

Aus dieser Sicht beschreibt Sadomasochismus Zufügen oder das lustvolle Dulden von Schmerzen, Fesseln, Erniedrigung oder Zufügen anderer – üblicherweise als belastend empfundener – (seelischer) Qualen zur sexuellen Stimulation. Sadomasochismus kann also viele verschiedene Facetten annehmen, bei denen es nicht immer um die Zufügung körperlicher Schmerzen geht (vergleiche Lustschmerz).
Eine Sonderform des sexuellen Masochismus im weitesten Sinne ist die Asphyxiophilie, bei der sexuelle Erregung durch eine Reduktion der Blutzufuhr zum Gehirn (meist durch Selbst-Strangulation) bewirkt wird. Diese Form der Stimulation kann sowohl beim Sex mit Partner(n) wie auch bei der Selbstbefriedigung erfolgen.

Asphyxiophilie ist jedoch nicht eindeutig den Paraphilien zuzuordnen, da nicht geklärt ist, ob es sich wirklich um eine Normabweichung handelt. Es gibt Anzeichen dafür, dass eine Reduktion der Sauerstoffkonzentration im Blut tatsächlich sexuell erregend wirkt. Ein Indiz ist die Wirkung von Amylnitrit (Poppers). Die APA berichtet von etwa zwei Todesfällen pro Million Menschen im Jahr durch sexuelle Selbststrangulation.
Die Definition des F65.5 widerspricht der der Autoren des DSM-IV und führte international zu Protesten und der Gründung von Organisationen, die sich die Abschaffung dieser aus ihrer Sicht diskriminierenden Definition zum Ziel gesetzt haben.

### F65.6 Multiple Störungen der Sexualpräferenz
Paraphilien treten nicht immer isoliert auf, sondern können häufig in Kombination bei Patienten beobachtet werden. Die häufigsten Kombinationen bestehen aus Fetischismus, Transvestismus und Masochismus.

### F65.8 Sonstige Störungen der Sexualpräferenz
Paraphilien in ihrer Gesamtheit sind sehr selten, weshalb nicht jede einzelne Paraphilie ihre eigene diagnostische Kodierung erhält. Somit fehlt die Kategorie F65.7, und alle weiteren Formen von Paraphilie werden unter F65.8 subsumiert. Dazu zählen beispielsweise:

#### Frotteurismus
Wird auch als Frottage bezeichnet. Es bereitet dem Patienten sexuelle Befriedigung, seinen Körper (meist in der Öffentlichkeit) an denen anderer, unbekannter Personen zu reiben, wobei dies häufig in Menschenmengen stattfindet (z. B. in öffentlichen Verkehrsmitteln oder Kaufhäusern). Laut APA (1994) klingt Frotteurismus üblicherweise nach dem 25. Lebensjahr ab. Eine Studie hat Belege gefunden, dass die meisten frotteuristischen Handlungen von Jugendlichen und jungen Erwachsenen mit selbstunsicherer Persönlichkeitsakzentuierung begangen werden.

#### Zoophilie
Früher wurde der Begriff der Sodomie oft benutzt, um sowohl sexuelle Handlungen an Tieren als auch den Analverkehr zwischen Männern zu bezeichnen und damit beides abzuwerten. Daher wird heute unmissverständlich von einer Zoophilie gesprochen, wenn Tiere Objekte sexueller Erregung oder Befriedigung sind.

#### Nekrophilie
Nekrophilie bezeichnet die Neigung zu sexuellen Handlungen an menschlichen Leichen oder toten Körpern von Tieren.
Obwohl die Nekrophilie eine eher seltene Form der Paraphilie ist, lassen sich jedoch unterschiedliche Richtungen nekrophiler Handlungen beobachten:
- Die wohl gefährlichste Form von Nekrophilie ist die Vorliebe für frische Leichen. Dies ergibt sich daraus, dass es hierbei im wahrsten Sinne des Wortes zu Beschaffungskriminalität kommt, sprich zu Morden an anderen, um an eine frische Leiche zu gelangen. Häufig befriedigen sich diese Nekrophilen bis zu einem gewissen Verwesungsgrad ihrer Opfer, bevor sie die Leichen entsorgen und erneut morden. Aufgrund des Falles von Armin Meiwes hat im Frühjahr 2005 der deutsche Bundesgerichtshof entschieden, dass das Töten eines Menschen mit dem Ziel, sich anschließend entweder an der Leiche oder an Bild- und Tonmaterial der Tötung zu erregen, auch das Mordmerkmal der Tötung zur Befriedigung des Geschlechtstriebes erfüllt.
- Eine andere Vorliebe von Nekrophilen sind teilweise verweste Leichen. Die Objekte der sexuellen Begierde werden daher ähnlich wie bei der letzten Gruppe auf Friedhöfen exhumiert. Es zeigt sich, dass viele Nekrophile dieser Richtung häufig explizit Berufe wählen, in denen ihnen das Herankommen an Leichen erleichtert wird (z. B. Bestatter).
- Die Angehörigen der letzten Gruppe erfahren sexuelle Befriedigung durch Handlungen an bereits skelettierten Leichen, die meist auch auf Friedhöfen exhumiert werden.

Häufig befriedigen sich Nekrophile auch mit Leichenteilen, meist weil die Verwesung bereits zu weit fortgeschritten ist, um die ganze Leiche zu „verwenden“ oder zu transportieren.
Es gibt im Internet eine Vielzahl an Foren, in denen Nekrophile sich austauschen, Tipps und Tricks vergeben oder sich gegenseitig ihre Erlebnisse schildern. Nekrophilie findet darüber hinaus in vielen Kunstformen ihren Platz, wie in Filmen oder Musik. Ein Sänger, der das Thema Nekrophilie häufig in Titeln wie Cold Ethyl oder I Love the Dead besingt, ist Alice Cooper. Die bekannteste deutsche Band mit einem entsprechenden Text ist Rammstein mit ihrem Lied Heirate Mich.

#### Acrotomophilie und Apotemnophilie
Unter Acrotomophilie versteht man sexuelle Erregung durch sexuelle Betätigung mit Menschen mit amputierten Gliedmaßen, Apotemnophilie ist ein sexueller Lustgewinn durch Amputation. Beide Begriffe wurden 1977 vom amerikanischen Psychologen John Money im selben Artikel geprägt. Money beschrieb darin zwei Fälle von Patienten, die sich jeweils gesunde Gliedmaßen amputieren lassen wollten, und erklärte dieses Verlangen mit sexuellen Wünschen.
Diese Argumentation ist jedoch umstritten, da es in keinem der Fälle (weder bei Money noch bei zahlreichen darauf folgenden) wirklich um einen sexuellen Lustgewinn durch die Amputation ging. Die Einordnung der Apotemnophilie unter den Paraphilien ist daher nach Meinung vieler Fachleute nicht haltbar. Heute wird häufiger der Begriff „BIID“ verwendet (Body Integrity Identity Disorder).
Diese Formen sexueller Präferenz sind vor allem durch das Buch A Leg to Stand On von Oliver Sacks bekannt geworden, obwohl dort keiner der beiden Zustände ausdrücklich beschrieben wird.

#### Weitere
- Pygophilie: ausgeprägte sexuelle Neigung, die das Gesäß betrifft
- Amelotatismus: sexuelle Vorliebe für fehlende Gliedmaßen
- Autassassinophilie: sexuelle Erregung durch die drohende eigene Tötung oder deren Inszenierung
- Autonepiophilie: sexuelle Vorliebe für Windeln und/oder entsprechende Rollenspiele
- Feeding: sexuelle Vorliebe für Füttern und Übergewicht
- Symphorophilie: sexuelle Erregung durch das Betrachten von Unfällen oder Katastrophen
- Koprophilie: sexuelle Vorliebe für Kot
- Urophilie: sexuelle Vorliebe für Urin
- Emetophilie: sexuelle Vorliebe für Erbrochenes
- Vorarephilie: sexuelle Vorliebe für den Gedanken, verschlungen zu werden, jemanden zu verschlingen oder diesen Vorgang zu beobachten
- Hybristophilie: sexuelle Anziehung zu Kriminellen, insbesondere Gewaltverbrechern

### Beispielhafte Übersicht
In der folgenden Übersicht sind verschiedene Sexualpräferenzen danach eingeteilt, ob in das Sexualverhalten nicht menschliche Objekte einbezogen werden, welche Sexualpraktiken präferiert werden, und welches Alter des Sexualpartners präferiert wird. Es wird jeweils die nicht pathologische Variante der pathologischen Variante (Paraphilie) gegenübergestellt. Für einige Präferenzen existiert nur eine pathologische Variante (z. B. Pädophilie) oder nur eine nicht pathologische Variante. Die Einordnung von Präferenzen als Paraphilien richtet sich nach den aktuellen diagnostischen Kriterien der ICD-10 und des DSM-IV-TR.
| Vorliebe für | nicht pathologische Sexualpräferenz (special interests)      | Störung der Sexualpräferenz (Paraphilie)                                            | Bemerkung |
| In das Sexualverhalten einbezogene nicht menschliche Objekte                                                                       | In das Sexualverhalten einbezogene nicht menschliche Objekte | In das Sexualverhalten einbezogene nicht menschliche Objekte                        | In das Sexualverhalten einbezogene nicht menschliche Objekte |
| --- | ------------------------------------------------------------ | ----------------------------------------------------------------------------------- | --- |
| Gegenstände, z. B. Schuhe und Socken                                                                                               | sneaks ’n’ sox                                               | Fetischismus, z. B. Schuh- und Sockenfetischismus                                   | Fetischismus gilt als „nicht problematische“ Paraphilie. |
| Kleidung des anderen Geschlechts                                                                                                   | Cross-Dressing                                               | Transvestitischer Fetischismus (DSM-IV), fetischistischer Transvestitismus (ICD-10) | Cross-Dressing und Drag sind eigentlich keine Sexualpräferenzen, da es i. A. nicht um sexuelle Erregung geht. Transvestitismus gilt als „nicht problematische“ Paraphilie. |
| Urin | Natursekt, Piss-Spiele, watersports, golden showers          | Urophilie                                                                           | Urophilie wird von manchmal als besondere Form des sexuellen Fetischismus bezeichnet, was in der Sexualwissenschaft und der Psychiatrie aber umstritten ist. |
| Präferierte Sexualpraktiken / Sexualverhalten                                                                                      |                                                              |                                                                                     | |
| Zeigen der eigenen Genitalien, meist gegenüber fremden Personen                                                                    | Exhibitionismus                                              | Exhibitionismus                                                                     | |
| Beobachten nackter Personen oder sexueller Handlungen                                                                              | Voyeurismus                                                  | Voyeurismus                                                                         | |
| Berühren oder Sich-Reiben an anderen Personen (unbemerkt, meist an überfüllten öffentlichen Orten)                                 | BDSM, wenn öffentlich                                        | Frotteurismus                                                                       | |
| Beherrschung (Dominanz), Demütigung, Schlagen oder Fesselung (Bondage) des Sexualpartners                                          | BDSM, Sadomasochismus (einvernehmlich)                       | Sexueller Sadismus (DSM-IV), „Sadomasochismus“ (ICD-10)                             | Beachte, dass die ICD-10 den Terminus „Sadomasochismus“ für die Paraphilie verwendet, im Gegensatz zum DSM-IV. |
| Unterwerfung (Submission) unter den Sexualpartner, Gedemütigt-, Geschlagen- oder Gefesseltwerden (Bondage) durch den Sexualpartner | BDSM, Sadomasochismus (einvernehmlich)                       | Sexueller Masochismus (DSM-IV), „Sadomasochismus“ (ICD-10)                          | Beachte, dass die ICD-10 den Terminus „Sadomasochismus“ für die Paraphilie verwendet, im Gegensatz zum DSM-IV. |
| Präferiertes Alter des Sexualpartners                                                                                              |                                                              |                                                                                     | |
| Kinder (in der Regel 13 Jahre und jünger)                                                                                          | —                                                            | Pädophilie                                                                          | Wenn es bei einem Pädophilen zu sexuellen Handlungen mit Kindern kommt, liegt zusätzlich Dissexualität vor. Bei den wegen sexuellen Missbrauchs von Kindern verurteilten Sexualstraftätern beträgt der Anteil der Pädophilen 12 bis 20 %. Bei den meisten Fällen sexuellen Missbrauchs von Kindern handelt es sich also nicht um Pädophilie, sondern um sexuelle Gewalt durch nicht pädophile Erwachsene, z. B. durch den Vater. |
| Geschlechtsreife wesentlich jüngere Geschlechtspartner                                                                             | Neoterophilie                                                | keine Paraphilie                                                                    | |
| pubertierende Jungen oder Mädchen                                                                                                  | Hebephilie                                                   | keine Paraphilie                                                                    | |
| geschlechtsreife männliche Jugendliche                                                                                             | Ephebophilie, Päderastie                                     | keine Paraphilie                                                                    | |
| geschlechtsreife (jungfräuliche) weibliche Jugendliche                                                                             | Parthenophilie, Lolitakomplex                                | keine Paraphilie                                                                    | |
| Alte Menschen | Gerontophilie                                                | keine Paraphilie                                                                    | Bezeichnung Gerontophilie insofern irreführend, als keine Paraphilie vorliegt. |

### Häufigkeit
Die Kinsey-Reports zeigten als erste Untersuchungen, dass sexuelle Präferenzen, sexuelle Fantasien und Verhaltensweisen, die als abweichend von moralischen Normen betrachtet werden könnten, sehr weit verbreitet sind. In einer Nachfolgeuntersuchung mit 94 Männern zu sexuellen Fantasien berichteten z. B. 61 % der Männer von der Fantasie, junge Mädchen zu verführen, und 33 % hatten Vergewaltigungsfantasien. Laut einer 2008 veröffentlichten systematischen Übersichtsarbeit hatten zwischen 31 % und 57 % der Frauen sexuelle Fantasien, in denen sie gegen ihren Willen zum Sex gezwungen werden. Vergewaltigungsfantasien sind paradox, da unklar ist, warum eine Person eine erotische und vergnügliche Fantasie über ein Ereignis hat, das im realen Leben verhasst und traumatisch wäre. Mehrere Theorien kommen zur Erklärung dieses Paradoxons in Betracht: Masochismus, Vermeiden von Schuldgefühlen, sexuelle Offenheit, sexuelle Begierde, Konditionierung durch männliche Vergewaltigungskultur, biologische Prädisposition zur Unterwerfung, mitführende physiologische Reaktionen, weibliche Ambitionen zur verhaltensmäßigen Transformation solcher Widersacher in sexuell gezähmte und veredelte Partner.
Der Frage nach tatsächlichem Verhalten ging eine Untersuchung mit 60 Studenten nach. 65 % der Befragten berichteten von normabweichenden sexuellen Verhaltensweisen. 42 % hatten schon einmal anderen heimlich beim Geschlechtsverkehr zugesehen (Voyeurismus), 35 % gaben an, sich in Menschengruppen schon an anderen gerieben zu haben, um sich sexuell zu erregen (Frotteurismus), 3 % gaben sexuelle Kontakte mit Mädchen an, die jünger als 12 Jahre waren (Pädophilie).
Nach den Untersuchungen von Klaus Michael Beier (Professor für Sexualwissenschaft/Sexualmedizin an der Charité Berlin) und seinen Mitarbeitern (2006) „ist die Prävalenz paraphiler Neigungen höher als bisher angenommen wurde“. Danach haben 57,6 % der befragten Männer ab 40 Jahren Sexualfantasien, die sich thematisch den Paraphilien zuordnen lassen (ohne notwendigerweise immer eine Paraphilie zu sein), und 43,9 % leben sie auf der Verhaltensebene aus. Die Autoren schränken jedoch ein, dass „wegen der (unvermeidbaren) Selektionseffekte eine Übertragung dieser Zahlen auf die Allgemeinbevölkerung unzulässig erscheint“ und dass „die meisten ‚abweichenden‘ Impulse in der ‚normalen‘ sexuellen Ansprechbarkeit wurzeln und erst durch ihre Isolation und Generalisierung zur krankheitswerten Störung werden“.